# Sempronius (Texas)
Sempronius è una città fantasma degli Stati Uniti d'America, nello Stato del Texas, nella Contea di Austin.

## Geografia
La città fantasma è situata a è situata a 30°04′12″N 96°16′49″W, 8 miglia (12,9 km) a sud di Bellville, 10 miglia (16,1 km) a sud-ovest di Bleiblerville, 9 miglia (14,5 km) a nord-ovest di Brenham, 15 miglia (24,1 km) a sud di Cat Spring, 5 miglia (8 km) a nord di Chappell Hill, e 12 miglia (19,3 km) ad est di Hempstead.